# Madurai

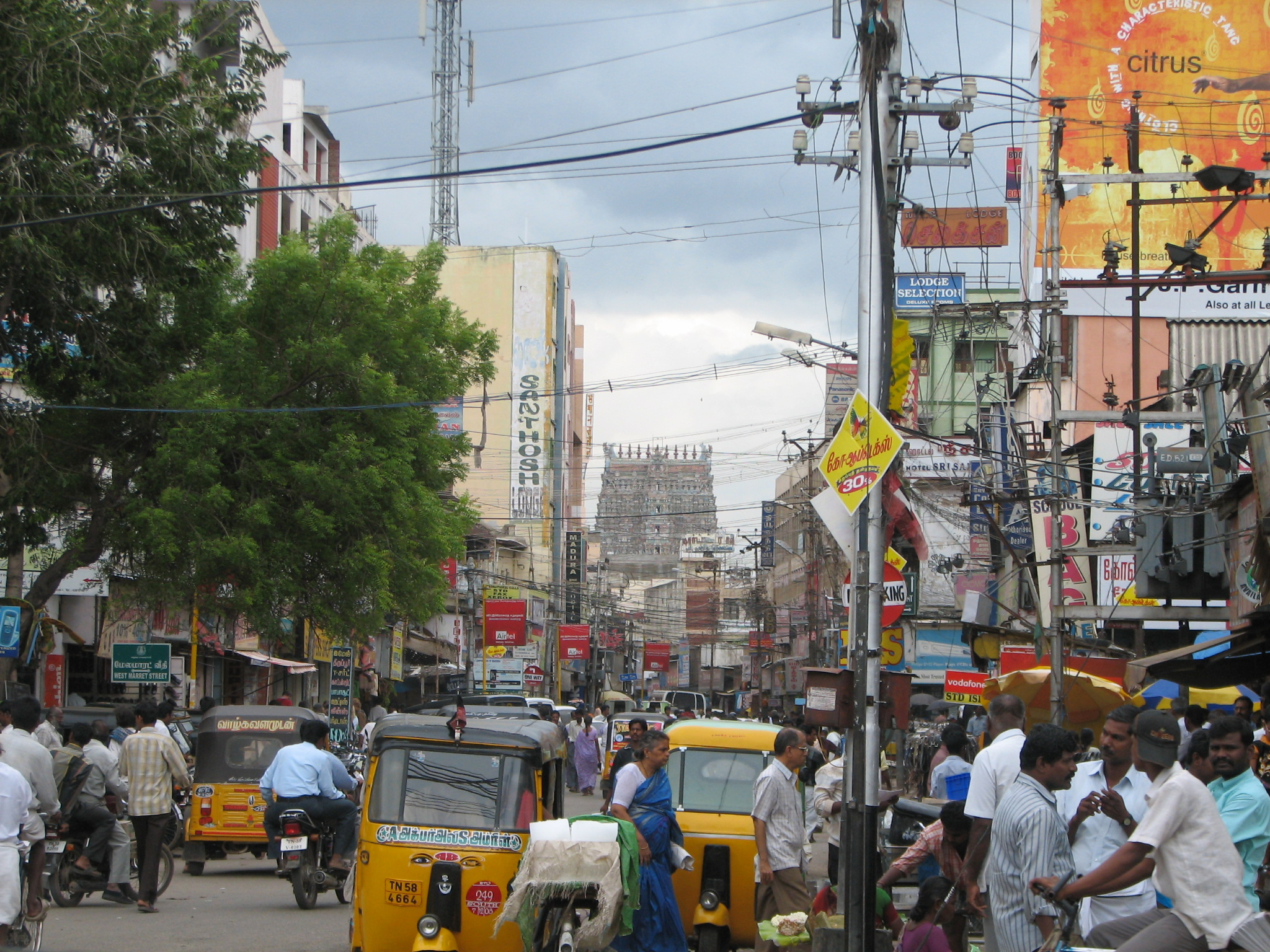
Gata i Madurai.

Madurai (Madura) är en stad vid floden Vaidai i den indiska delstaten Tamil Nadu och är centralort i ett distrikt med samma namn. Folkmängden uppgick till 1 017 865 invånare vid folkräkningen 2011, med förorter 1 465 625 invånare. Staden är känd som "festivalernas och templens stad". Den är ett kulturellt centrum och har en stor marknad där te, kaffe och kardemumma säljs.

## Historia
Madurai var huvudstad i Pandyariket mellan 400-talet och 1000-talet. Riket föll för en muslimsk invasion. Efter det muslimska väldets tillbakagång blev så Madurai huvudstad 1550 för Nayakriket. Britterna tog över 1801. Det är en av södra Indiens mest betydande städer. Här regerade vid tiden för Kristi födelse tamilska kungar av Pandyaätten, var av en sände en beskickning till kejsar Augustus. Många myntfynd längs kusten har visat på förbindelser med medelhavsvärlden. Ett stort tempelområde med jättelika, av skulpturer smyckade, torn omsluter alltjämt bilder av gudinnan Minakshi och hennes man Siva och utgör stadens medelpunkt. På 1600-talet verkade här jesuitmissionären de Nobili, som levde som en brahmin. Under 1800-talet fick England makten över staden.